# Уимблдонский турнир 2023
Подробнее о турнирах в одиночном разряде 2023 года среди мужчин и женщин
Уимблдонский турнир 2023 (англ. The 2023 Wimbledon Championships) — 136-й розыгрыш ежегодного профессионального теннисного турнира серии Большого шлема, проводящегося в Уимблдоне (Лондон, Великобритания) на кортах местного Всеанглийского клуба лаун-тенниса и крокета. Традиционно победители соревнования определяются в девяти разрядах: в пяти — у взрослых и четырёх — у старших юниоров. Также соревнования проводились в шести разрядах среди теннисистов на колясках и четырёх разрядах среди ветеранов.
В 2023 году матчи основных сеток проходили с 3 по 16 июля. В турнире приняли участие 128 теннисистов.

## Общая информация

### Призовые деньги
Суммарный призовой фонд турнира составил 44 700 000 фунтов стерлингов, он вырос на 10,78% по сравнению с 2022 годом.
| Разряд             | Титул      | Финал      | 1/2 финала | 1/4 финала | 1/8 финала | 1/16 финала | 1/32 финала | 1/64 финала | Финал квалификации | Второй круг квалификации | Первый круг квалификации |
| Одиночный          | £2 350 000 | £1 175 000 | £600 000   | £340 000   | £207 000   | £131 000    | £85 000     | £55 000     | £36 000            | £21 750                  | £12 750                  |
| Парный *           | £600 000   | £300 000   | £150 000   | £75 000    | £36 250    | £22 000     | £13 750     | н/д         | н/д                | н/д                      | н/д                      |
| Смешанный парный * | £128 000   | £64 000    | £32 000    | £16 500    | £7750      | £4000       | н/д         | н/д         | н/д                | н/д                      | н/д                      |

* на двоих игроков

## Победители

### Взрослые

#### Мужчины. Одиночный разряд
Карлос Алькарас —  Новак Джокович — 1-6 7-6(8-6) 6-1 3-6 6-4
- Второй титул Большого шлема для Алькараса и первый на Уимблдоне
- 9-й финал Уимблдона для Джоковича (7 побед — 2 поражения)
- 35-й финал турнира Большого шлема для Джоковича (23 победы — 12 поражений)
- Джокович 7-й раз играл 5 сетов в финале турнира Большого шлема (5 побед — 2 поражения)

#### Женщины. Одиночный разряд
Маркета Вондроушова —  Унс Джабир — 6-4 6-4
- Второй финал и первая победа на турнире Большого шлема для Вондроушовой
- Джабир второй раз подряд играла в финале Уимблдона и второй раз проиграла

#### Мужчины. Парный разряд
Уэсли Колхоф /  Нил Скупски —  Марсель Гранольерс /  Орасио Себальос — 6-4 6-4

#### Женщины. Парный разряд
Се Шувэй /  Барбора Стрыцова —  Сторм Хантер /  Элизе Мертенс — 7–5 6–4

#### Смешанный парный разряд
Мате Павич /  Людмила Киченок —  Йоран Влиген /  Сюй Ифань — 6-4 6-7(9-11) 6-3

### Юниоры

#### Юноши. Одиночный турнир
Генри Серл — Ярослав Дёмин — 6-4, 6-4

#### Девушки. Одиночный турнир
Клерви Нгунуэ —  Никола Бартункова — 6-2, 6-2

#### Юноши. Парный турнир
Якуб Филип /  Габриэле Вульпитта —  Бранко Джурич /  Артур Геа — 6-3, 6-3

#### Девушки. Парный турнир
Алена Ковачкова /  Лаура Самсонова —  Ханна Клагман /  Изабель Лэйси — 6-4, 7-5